# Draba aurea
Draba aurea är en korsblommig växtart som beskrevs av M. Vahl och Jens Wilken Hornemann. Draba aurea ingår i släktet drabor, och familjen korsblommiga växter. Inga underarter finns listade i Catalogue of Life.

## Bildgalleri

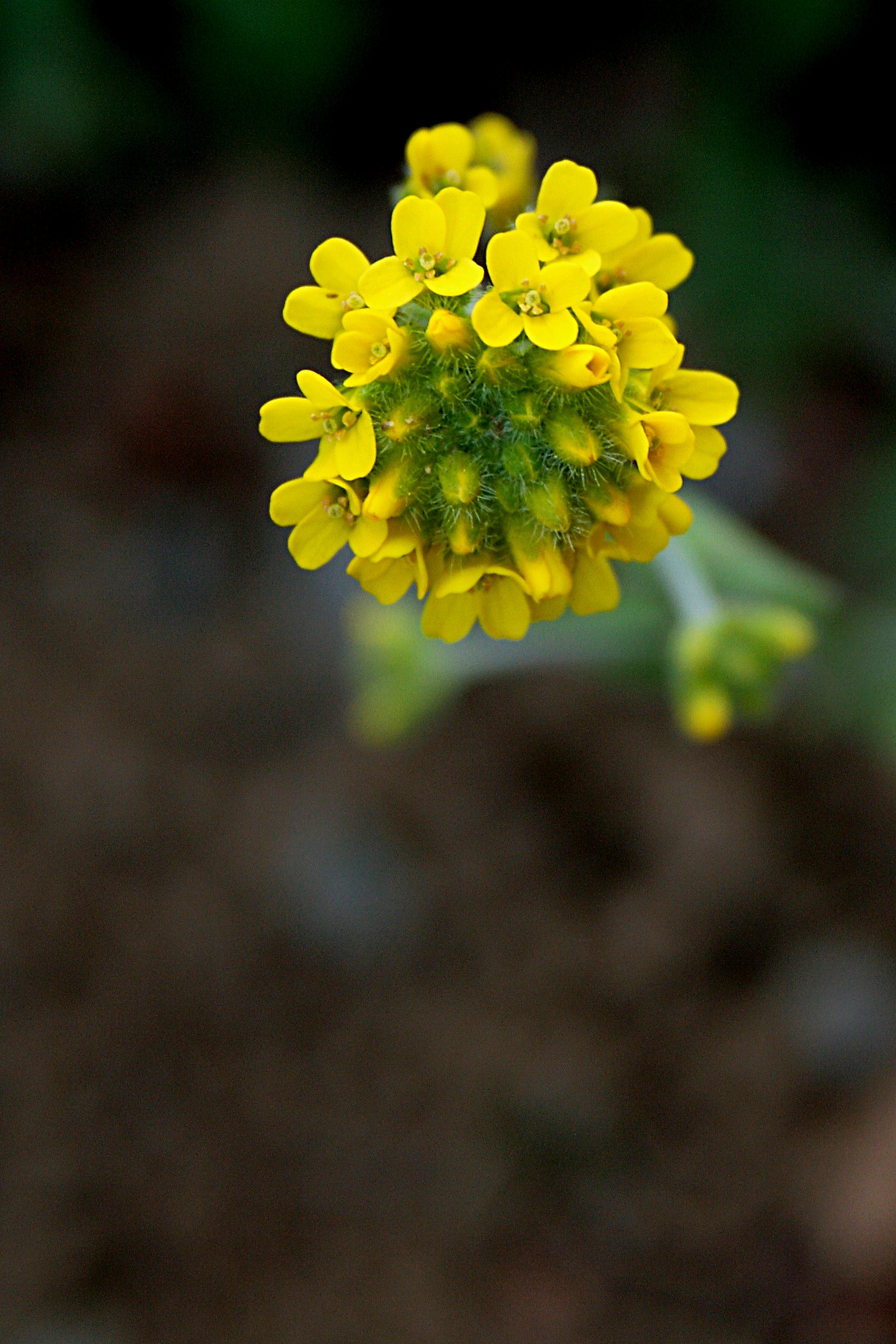
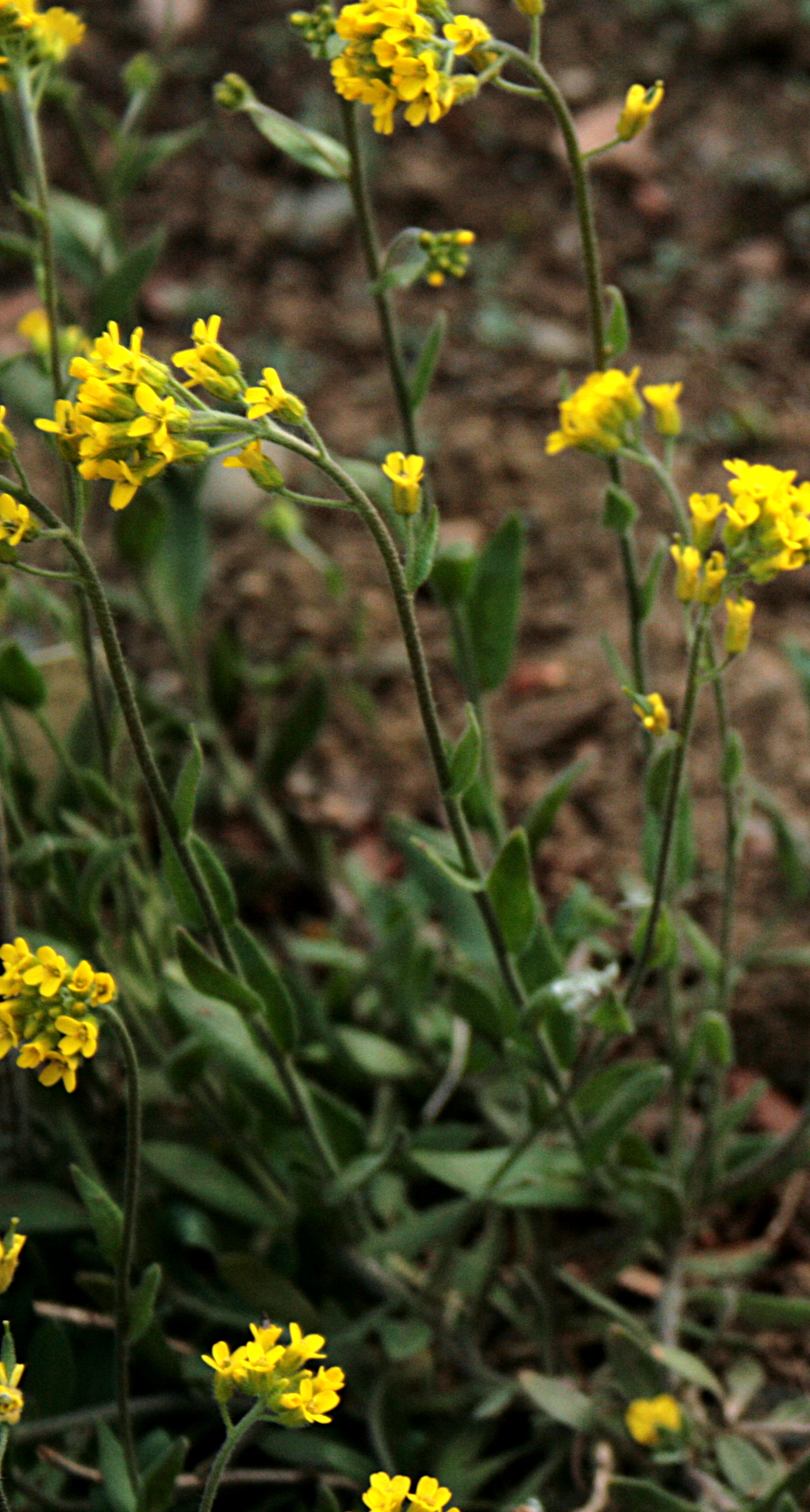
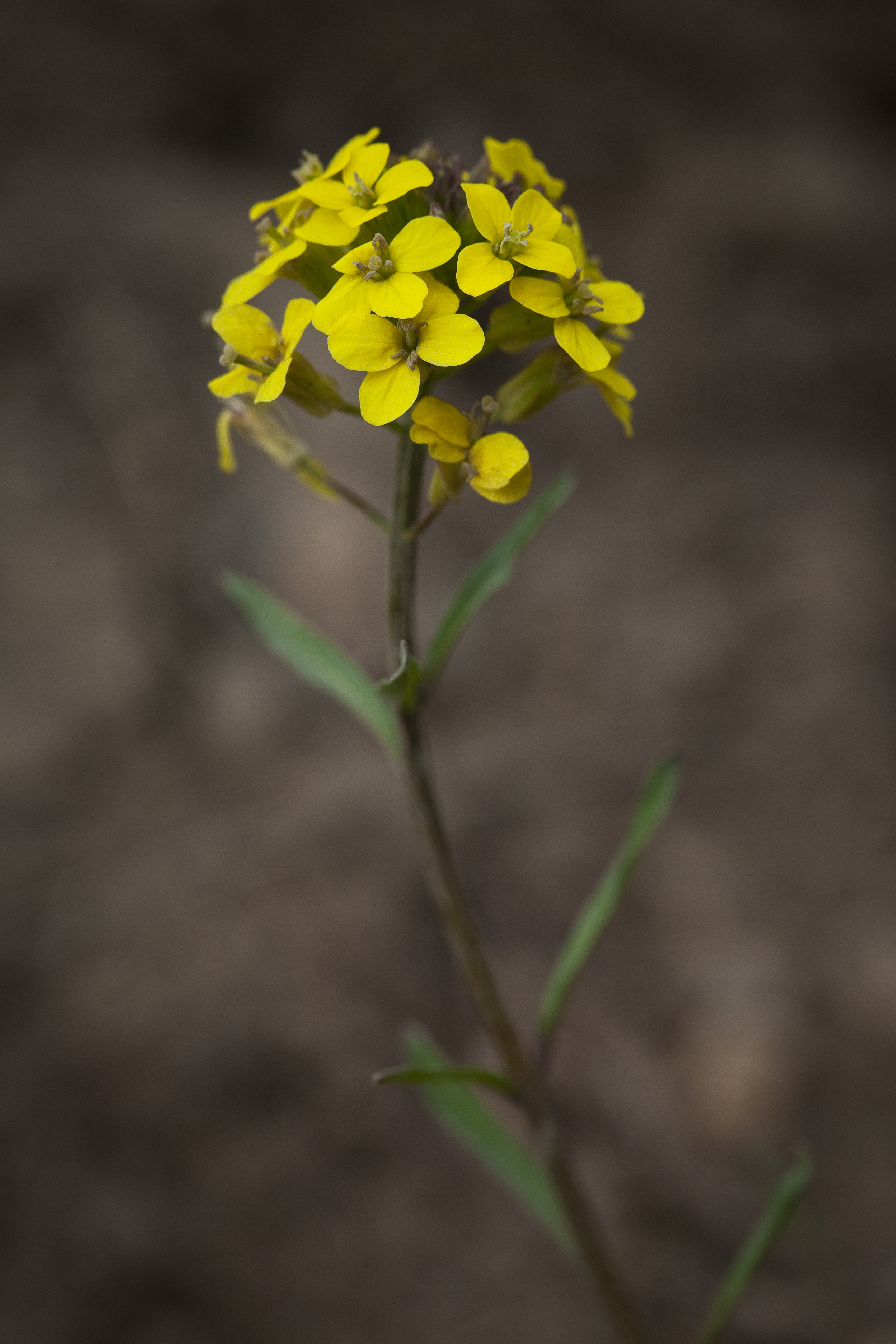